# Ahmed Jassim
Ahmad Jassim Mohammed (4 maggio 1960) è un ex calciatore iracheno, di ruolo portiere.

## Carriera
Con la Nazionale irachena ha partecipato ai Mondiali 1986.